# 石内忍
石内 忍（いしうち しのぶ、10月13日生）は、日本の舞台女優、ラジオパーソナリティ。東京都江戸川区出身。

## 人物
- 劇団シェイクスピア・シアター出身　現在フリーにて活動中。
- 動物好きが高じて、ペットショップに勤めていたことがある。
- 酒は飲めないが居酒屋メニューが大好きなため、飲みの誘いは断らない。
- 一人旅、一人焼肉、一人カラオケなど、おひとりさまの時間をこよなく愛する。
- 2010年、作家・写真家・役者によるユニット三脚巴-トリスケル-を結成。

## 出演

### ラジオ番組
かつしかFM（78.9MHz）　
- REAL VOICE（毎週月曜日、16:20〜18:00）
- ぴたっと かつしか!（毎週月曜日、13:00〜16:00）
- ブランニューモーニング（毎週日曜日、9:00〜12:00）2012.4

WALLOP放送局
- チキンたちのパーティバーレル（毎週月曜日、21:00〜22:00）

### ラジオCM
- 南葛商事不動産
- メディエーターラジオショッピング
- 青戸サンロード交通安全春まつり
- オール水元スポーツクラブ アニバーサリーフェスタ
- 葛飾区および葛飾区役所関連のお知らせ

など

### 舞台
劇団シェイクスピア・シアター：出口典雄演出
- ヴェローナの二紳士
- から騒ぎ
- 恋の骨折り損
- 冬物語
- マクベス
- 十二夜
- お気に召すまま
- ハムレット
- 間違いの喜劇
- 夏の夜の夢
- エビスくん

その他
- 人〜サラン〜 （CAP企画）
- fafalla （演劇ユニット天誅大作戦）
- GO!天誅ファイブ （演劇ユニット天誅大作戦）
- 姉妹物語 （Waniz Holl 主催）

### イベント・MC
- 石内忍・佐藤玲望の新年オメデトークショー
- フラワルド （三脚巴-トリスケル- 朗読イベント）
- 東京タワア （三脚巴-トリスケル- 朗読イベント）
- 第45回 葛飾区納涼花火大会 MC
- 第46回 葛飾区納涼花火大会 MC
- みやぎING〜スマイルアゲイン〜 MC